# Muhammad Hassaneyn Haykal
Muhammad Hassaneyn Haykal (Il Cairo, 23 settembre 1923 – Il Cairo, 17 febbraio 2016) è stato un giornalista egiziano.
Muhammad Hassaneyn Haykal (in arabo  محمد حسنين هيكل ‎?) è stato uno dei più noti giornalisti egiziani, oltre che apprezzato scrittore. Per 17 anni (1957-1974) è stato direttore del famoso quotidiano del Cairo al-Ahram ("Le piramidi") e, in quanto autorevole commentatore delle questioni vicino-orientali, è stato ascoltato consigliere del presidente della Repubblica egiziana, Gamāl ʿAbd al-Nāsir (Nasser).

## Biografia

### Carriera e pubblicazioni
Haykal è stato componente del Comitato Centrale dell'Unione Socialista Araba, il partito unico filo-nasseriano che ha retto, con diverse etichette, la storia politica ed economica fin dall'epoca della rivoluzione dei "Liberi Ufficiali".
Nel 1983, Haykal ha pubblicato diversi libri: Sphinx and Commissar, Cutting the Lion's Tale: Suez Through Egyptian Eyes, The Road to Ramadan e l'esplosivo Kharīf al-ghadab (Autunno di rabbia), in cui egli analizzava le ragioni retrostanti l'assassinio del presidente Sādāt e l'affacciarsi prepotente sulla scena del cosiddetto "Islam politico".
Ha scritto vari altri libri, tra cui: Nasser: The Cairo Documents, The Sphinx and the Commissar: The Rise and Fall of Soviet Influence in the Middle East, The Cairo Documents: The Inside Story of Nasser and His Relationship with World Leaders, Rebels, and Statesmen, Secret Channels: The Inside Story of Arab-Israeli Peace Negotiations, Illusions of Triumph, Iran: The Untold Story, The Return of the Ayatollah, The Iranian Revolution from Mossadeq to Khomeini e October War.

### Vecchio guerriero
Nel settembre del 2003, appena compiuto gli 80 anni, Haykal scrisse un articolo, in una rivista mensile (Wijhat Nathar, su cui aveva scritto per qualche tempo), in cui affermava che era giunto il momento per un "vecchio guerriero" come lui di abbandonare la penna e di farsi da parte. Haykal specificò che la sua decisione non significava che egli sarebbe scomparso, quanto piuttosto che il suo mettersi da parte era necessario per osservare meglio ciò che accadeva. Nell'articolo narrava anche numerosi episodi della sua vita professionale e che avevano contribuito a formare la sua esperienza, inclusa la sua prima missione come reporter nella battaglia di El Alamein nel 1942, la sua amicizia con Nasser e i suoi rapporti con Sādāt. Inoltre egli rese noti i suoi redditi, pubblicando tutto ciò che aveva incassato per i suoi lavori e gli incarichi che gli erano stati assegnati.

### Conferenze
Tiene una serie di conferenze sull'emittente televisiva Al-Jazeera, che gode di vasta audience nel mondo arabo e a livello internazionale. Ogni giovedì sera, Haykal affronta un tema diverso, mettendo a disposizione le sue vaste conoscenze ed esperienze: dalla storia egiziana, alla storia interaraba, da quella internazionale a temi più squisitamente storici, quali i motivi della decadenza ottomana e del sorgere del moderno nazionalismo arabo. Ha anche affrontato il tema del recente sorgere del cosiddetto "Impero statunitense" e il declino delle antiche superpotenze e ha approfondito la questione del deterioramento dei rapporti tra Nasser e i Fratelli Musulmani, del loro tentativo di uccidere il raʾīs e la conseguente impiccagione di Sayyid Qutb. Non ha mancato infine di criticare il presidente Mubārak per la sua ennesima elezione presidenziale e ha suggerito che i mandati presidenziali in Egitto non dovrebbero eccedere il termine dei 10 anni.
Il 26 luglio (giorno dell'indipendenza egiziana) del 2007, Haykal ha parlato dell'Alta Diga di Aswān: forse la più incisiva realizzazione civile egiziana durante il periodo nasseriano, e la sua intenzione di sospendere le sue conferenze televisive. Haykal ha detto al suo pubblico che aveva bisogno di una pausa "per alcuni mesi", alludendo a questioni di stanchezza e di salute, augurandosi - "se Dio vuole" ( in shā' Allāh ) - di poter riprendere a parlare sul tema delle guerre arabe
Il successo della trasmissione di Haykal è dimostrato dalle oltre 50.000 email e lettere che settimanalmente ha ricevuto.

## Onorificenze

### Onorificenze egiziane
Cavaliere di gran croce dell'Ordine al merito